# Défilé de la Victoire

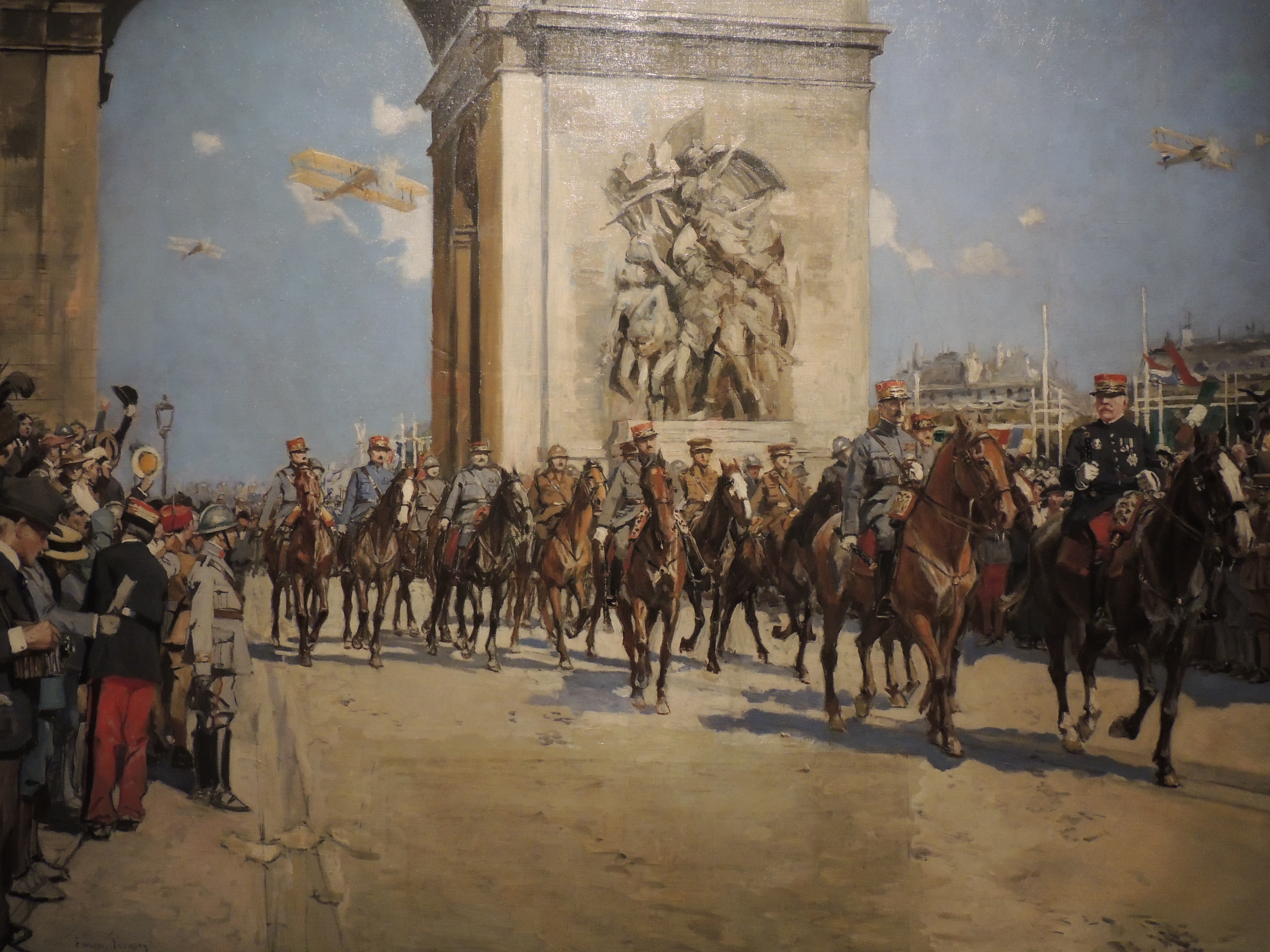
Le Défilé de la Victoire devant l'Arc de Triomphe.

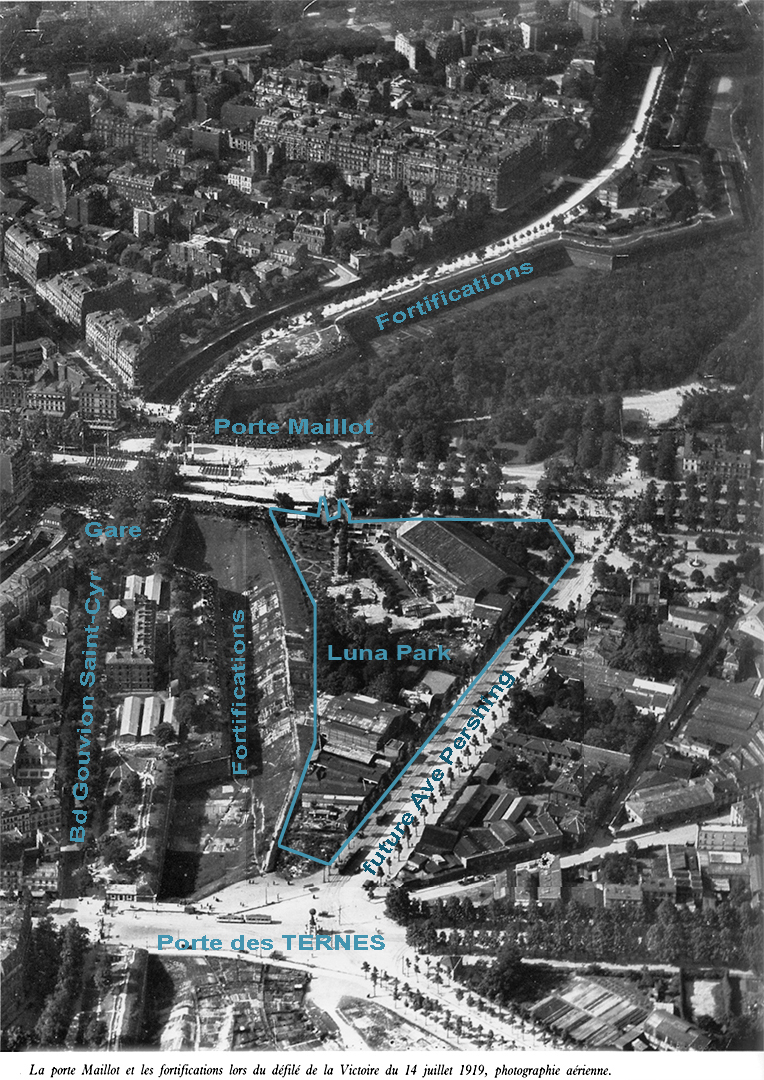
Vue aérienne de la porte Maillot et alentours lors du Défilé de la Victoire du 14 07 1919 avec les repérages des principaux édifices Lunapark.

Le Défilé de la Victoire du 14 juillet 1919 est le premier après la fin de la Première Guerre mondiale, l’armistice ayant été signée le 11 novembre 1918. Le défilé passe sous l'arc de triomphe de l'Étoile, la tombe du Soldat inconnu n'étant été installée sous l'arc qu'en 1921.
Ce défilé était voulu par Georges Clemenceau, chef du gouvernement de l'époque, qui désirait honorer ainsi le million et demi de soldats morts au combat au cours de la grande guerre. 
Ce défilé du premier jour de la fête nationale française après la Première Guerre mondiale part de la porte Maillot jusqu'à la place de la République en passant par l'avenue de la Grande-Armée, sous l'arc de Triomphe, les Champs-Élysées, la place de la Concorde, la rue Royale et les Grands boulevards. À sa tête, défilent mille soldats français mutilés menés par André Maginot, lui-même amputé d'une jambe. Ils sont suivis par les maréchaux vainqueurs Joffre, Foch et Pétain à cheval, les armées alliées par ordre alphabétique (les Américains avec le général Pershing à leur tête, les Belges, les Britanniques avec les Anglais menés par Sir Douglas Haig, les Écossais en kilt, les Grecs, les Indiens, les Italiens, les Japonais, les Polonais, les Portugais, les Roumains, les Serbes, les Siamois et les Tchéquoslovaques), sans oublier bien sûr l'armée française (l'armée d'Afrique,  les zouaves et les différents corps de l'armée). Les chars d'assaut Renault FT ferment le défilé.
Un cénotaphe doré de 30 tonnes et d'une hauteur de 17,5 mètres pour une largeur de 8 mètres, réalisé sous la direction du sculpteur Antoine Sartorio, avait été installé initialement sous l'Arc de Triomphe puis avait été déplacé et déposé à l’entrée de l’avenue des Champs-Elysées afin de permettre au défilé de passer sous l’arche. Chaque face de ce monument présente une victoire portant dans le dos des ailes d’avion. Il a été ensuite détruit en raison de sa structure à caractère provisoire, construit comme un décor de théâtre. Il se composait d’une charpente en bois, assez sommaire, où s’accrochaient des plaques de staff d’environ 3 centimètres d’épaisseur. Près du cénotaphe, se trouvait une pyramique composée de canons allemands entassés et surmontés d'un coq gaulois vainqueur et fier. 

## Galerie
- Le Défilé de la Victoire du 14 juillet 1919

Le Défilé de la Victoire du 14 7 1919
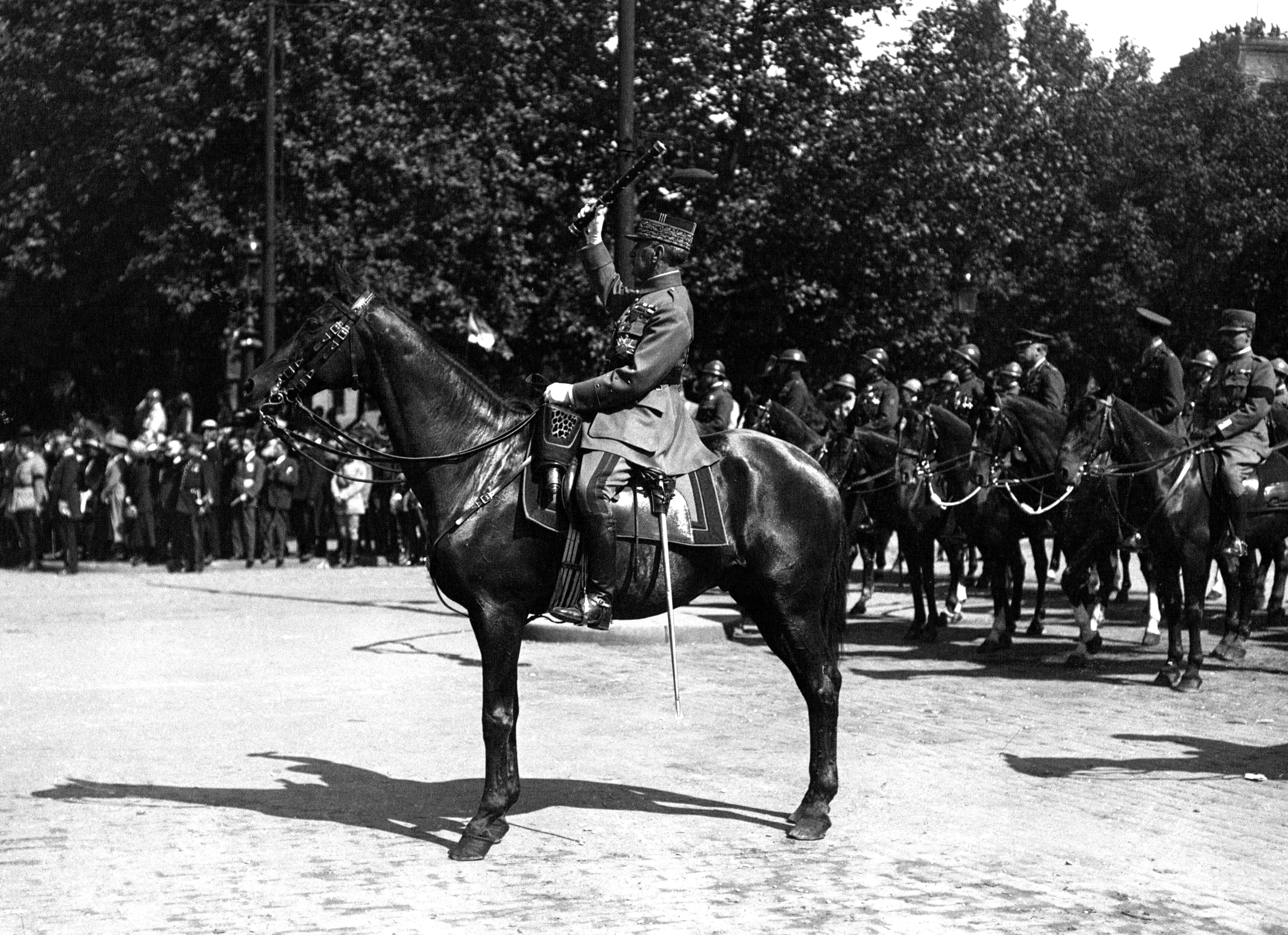
Le Maréchal Foch à cheval, saluant de son bâton lors du Défilé de la Victoire.
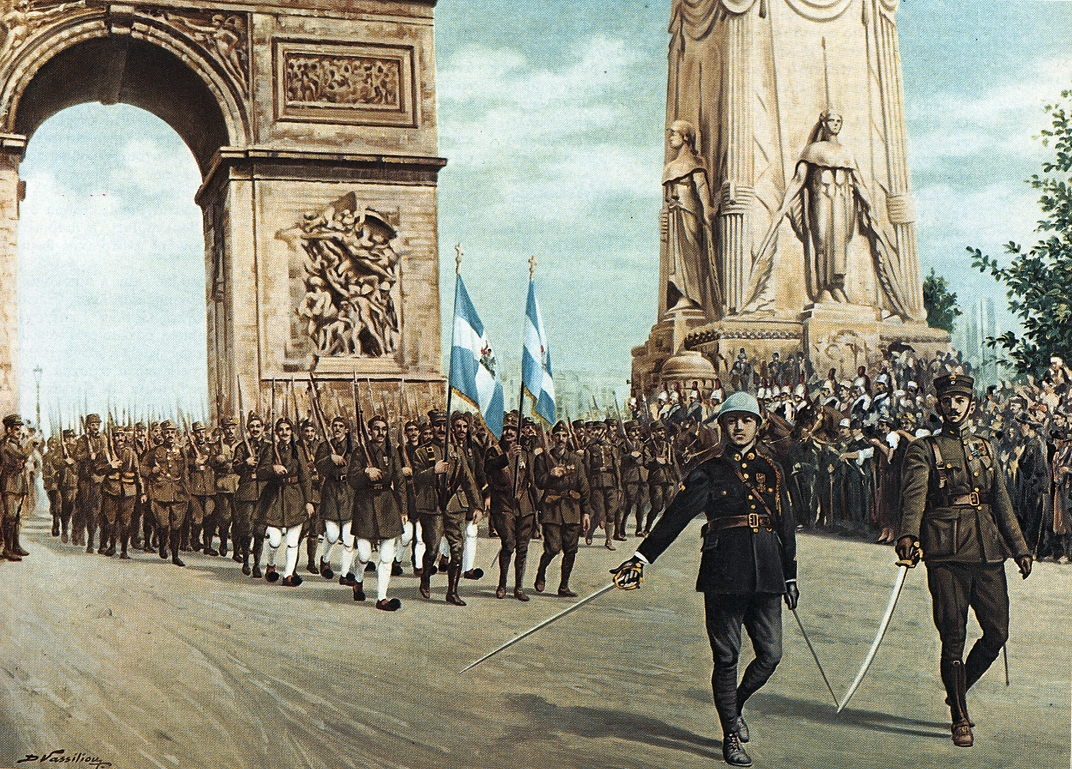
Des unités militaires grecques lors du Défilé de la Victoire devant l'Arc de Triomphe de l'Étoile.
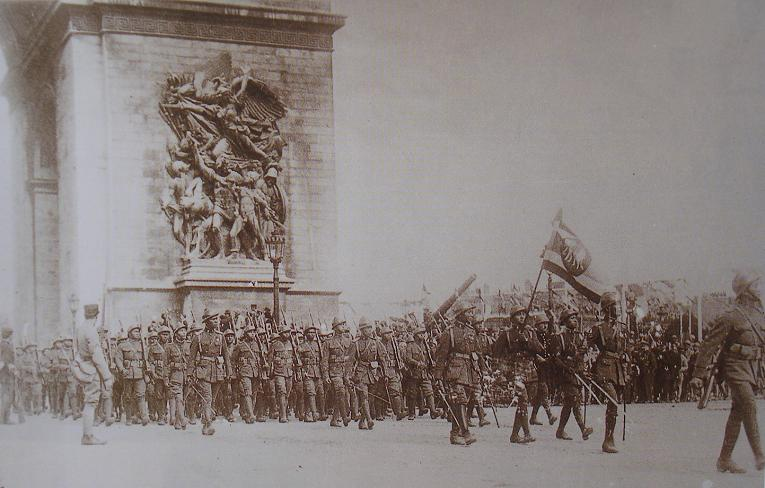
Les troupes siamoises défilent sous l'Arc de Triomphe.
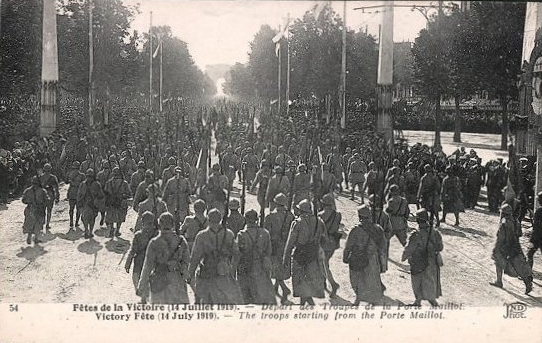
Le Défilé de la victoire le 14 juillet 1919, Avenue de la Grande Armée.
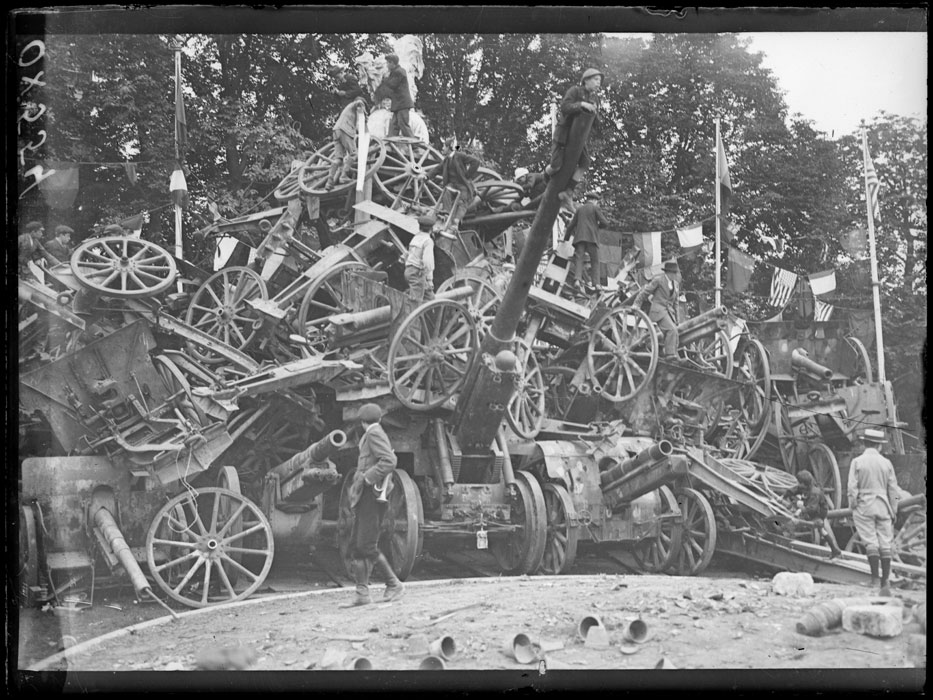
Trophée constitué de canons allemands entassés place de la Concorde à Paris pour le Défilé de la Victoire.
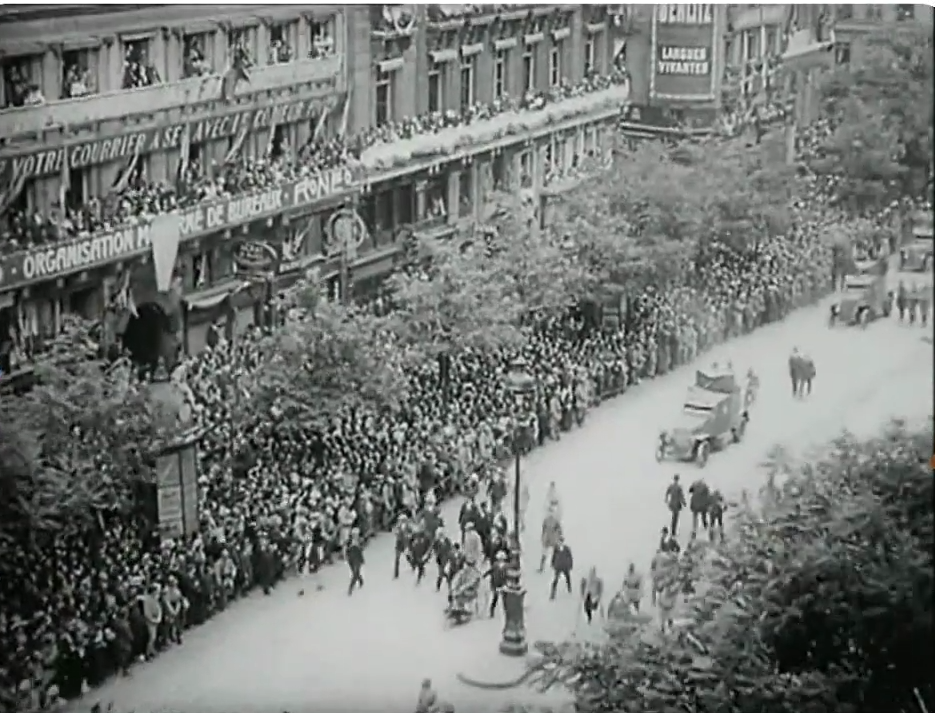
Autos-Canons, boulevard des Italiens à Paris, lors du Défilé de la Victoire le 14 juillet 1919.
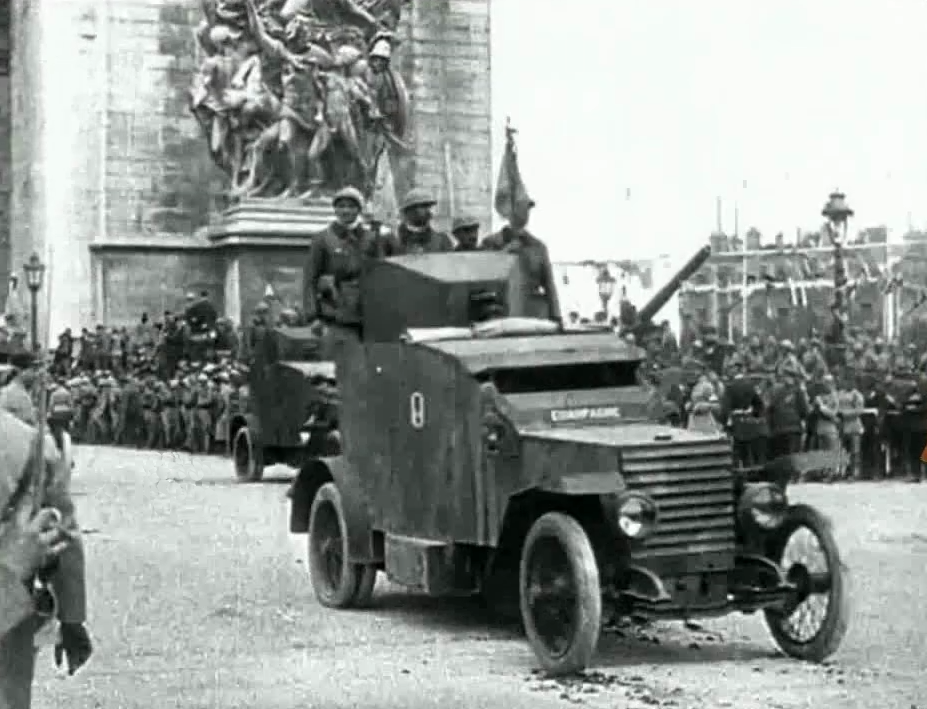
Une Auto-Canon, place de l’Étoile à Paris, lors du Défilé de la Victoire.
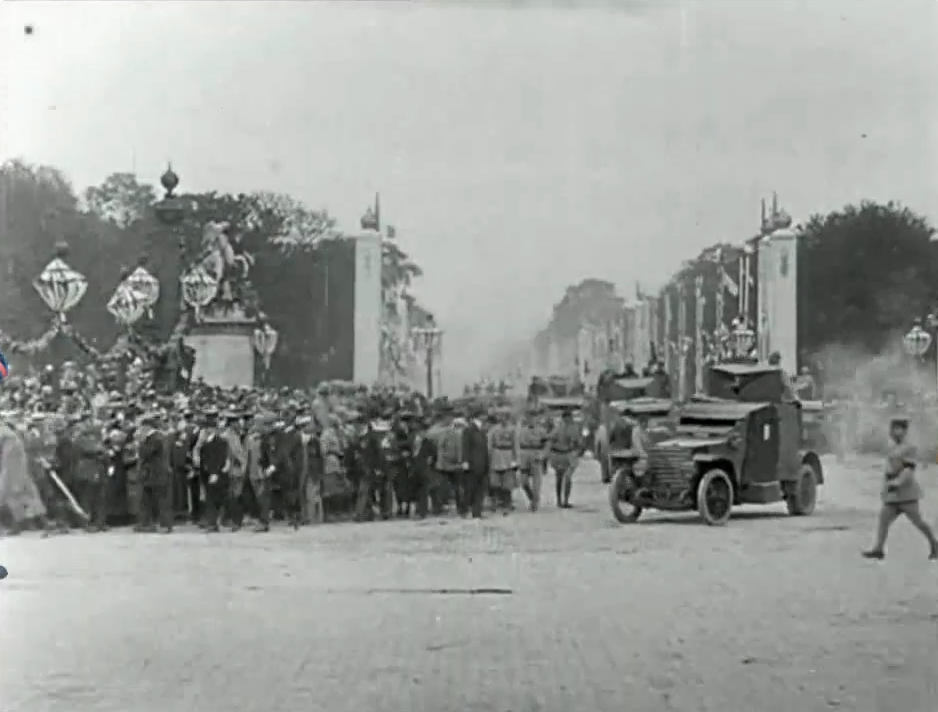
Des Autos-Canons arrivant place de la Concorde en passant devant les chevaux de Marly, lors Défilé de la Victoire.